# شهرستان بی (تگزاس)
بی (به انگلیسی: Bee) شهرستانی در ایالت تگزاس است. در سرشماری سال ۲۰۰۰، جمعیت این شهرستان ۳۲٬۳۰۰ نفر اعلام شد. مرکز بی شهر بیویل است. شهرستان بی در سال ۱۸۵۷ تأسیس شد.

## جغرافیا
طبق اداره آمار آمریکا، این شهرستان مساحتی در حدود ۲٬۲۸۰ کیلومتر مربع دارد.

### شهرها
- بیویل